# Tour de France 1903
1. Tour de France rozpoczął się 1 lipca, a zakończył 19 lipca 1903 roku w Paryżu. Była to pierwsza edycja wyścigu dookoła Francji. Wystartowało 64 zawodników, ukończyło 21. Zwyciężył reprezentant gospodarzy – Maurice Garin.

## Etapy
Cały wyścig był zdominowany przez Francuza Maurice Garina, jego najgroźniejszy rywal Hippolyte Aucouturier złamał w pierwszym etapie ramę swojego roweru, mimo to wystartował w 2. i 3. etapie wygrywając je. 4. etap wygrał Szwajcar Laeser, który wycofał się na etapie wcześniejszym. 
| Etap | Data     | Trasa             | Dystans | Zwycięzca             | Lider wyścigu |
| ---- | -------- | ----------------- | ------- | --------------------- | ------------- |
| 1    | 1 lipca  | Paryż - Lyon      | 467 km  | Maurice Garin         | Maurice Garin |
| 2    | 5 lipca  | Lyon - Marsylia   | 374 km  | Hippolyte Aucouturier | Maurice Garin |
| 3    | 8 lipca  | Marsylia - Tuluza | 423 km  | Hippolyte Aucouturier | Maurice Garin |
| 4    | 12 lipca | Tuluza - Bordeaux | 268 km  | Charles Laeser        | Maurice Garin |
| 5    | 13 lipca | Bordeaux - Nantes | 425 km  | Maurice Garin         | Maurice Garin |
| 6    | 18 lipca | Nantes - Paryż    | 471 km  | Maurice Garin         | Maurice Garin |

### Etap I Paryż → Lyon (467 km)
| Klasyfikacja etapu | Klasyfikacja etapu | Klasyfikacja etapu |    | Klasyfikacja generalna | Klasyfikacja generalna | Klasyfikacja generalna |
| lp                 | Zawodnik           | Czas               | lp | Zawodnik               | Czas                   |                        |
| ------------------ | ------------------ | ------------------ | -- | ---------------------- | ---------------------- | ---------------------- |
| 1.                 | Maurice Garin      | 17h 45' 13"        | 1. | Maurice Garin          | 17h 45' 13"            |                        |
| 2.                 | Emile Paige        | + 55"              | 2. | Emile Paige            | + 55"                  |                        |
| 3.                 | Léon Georget       | + 34' 59"          | 3. | Léon Georget           | + 34' 59"              |                        |
| 4.                 | Fernand Augerau    | + 1h 02' 50"       | 4. | Fernand Augerau        | + 1h 02' 50"           |                        |
| 5.                 | Jean Fischer       | + 1h 04' 55"       | 5. | Jean Fischer           | + 1h 04' 55"           |                        |

### Etap II Lyon → Marsylia (374 km)
| Klasyfikacja etapu | Klasyfikacja etapu    | Klasyfikacja etapu |    | Klasyfikacja generalna | Klasyfikacja generalna | Klasyfikacja generalna |
| lp                 | Zawodnik              | Czas               | lp | Zawodnik               | Czas                   |                        |
| ------------------ | --------------------- | ------------------ | -- | ---------------------- | ---------------------- | ---------------------- |
| 1.                 | Hippolyte Aucouturier | 14h 28' 53"        | 1. | Maurice Garin          | 32h 40' 13"            |                        |
| 2.                 | Léon Georget          | + 0"               | 2. | Léon Georget           | + 8' 52"               |                        |
| 3.                 | Eugene Brange         | + 26' 06"          | 3. | Fernand Augereau       | + 1h 34' 00"           |                        |
| 4.                 | Maurice Garin         | + 26' 07"          | 4. | Marcel Kerff           | + 1h 55' 25"           |                        |
| 5.                 | Rodolfo Muller        | + 26' 07"          | 5. | Jean Fischer           | + 2h 50' 25"           |                        |

### Etap IV Tuluza → Bordeaux (268 km)
| Klasyfikacja etapu | Klasyfikacja etapu    | Klasyfikacja etapu |    | Klasyfikacja generalna | Klasyfikacja generalna | Klasyfikacja generalna |
| lp                 | Zawodnik              | Czas               | lp | Zawodnik               | Czas                   |                        |
| ------------------ | --------------------- | ------------------ | -- | ---------------------- | ---------------------- | ---------------------- |
| 1.                 | Charles Laeser        | 8h 46' 00"         | 1. | Maurice Garin          | 59h 57' 42"            |                        |
| 2.                 | Julien Lootens-Samson | + 4' 03"           | 2. | Léon Georget           | + 1h 58' 54"           |                        |
| 3.                 | Rodolfo Muller        | + 4' 03"           | 3. | Lucien Pothier         | + 2h 58' 02"           |                        |
| 4.                 | Léon Georget          | + 4' 03"           | 4. | Jean Fischer           | + 3h 53' 21"           |                        |
| 5.                 | Maurice Garin         | + 4' 03"           | 5. | Marcel Kerff           | + 3h 54' 20"           |                        |

### Etap V Bordeaux → Nantes (425 km)
| Klasyfikacja etapu | Klasyfikacja etapu | Klasyfikacja etapu |    | Klasyfikacja generalna | Klasyfikacja generalna | Klasyfikacja generalna |
| lp                 | Zawodnik           | Czas               | lp | Zawodnik               | Czas                   |                        |
| ------------------ | ------------------ | ------------------ | -- | ---------------------- | ---------------------- | ---------------------- |
| 1.                 | Maurice Garin      | 16h 26' 31"        | 1. | Maurice Garin          | 76h 24' 13"            |                        |
| 2.                 | Gustave Pasquier   | + 0"               | 2. | Lucien Pothier         | + 2h 58' 02"           |                        |
| 3.                 | Lucien Pothier     | + 0"               | 3. | Fernand Augereau       | + 4h 29' 14"           |                        |
| 4.                 | Fernand Augereau   | + 10' 34"          | 4. | Rodolfo Muller         | + 4h 37' 30"           |                        |
| 5.                 | Ambroise Garin     | + 33' 34"          | 5. | Jean Fisher            | + 4h 57' 24"           |                        |

### Etap VI Nantes → Paryż (425 km)
| Klasyfikacja etapu | Klasyfikacja etapu    | Klasyfikacja etapu |    | Klasyfikacja generalna | Klasyfikacja generalna | Klasyfikacja generalna |
| lp                 | Zawodnik              | Czas               | lp | Zawodnik               | Czas                   |                        |
| ------------------ | --------------------- | ------------------ | -- | ---------------------- | ---------------------- | ---------------------- |
| 1.                 | Maurice Garin         | 18h 09' 00"        | 1. | Maurice Garin          | 94h 33' 13"            |                        |
| 2.                 | Fernand Augereau      | + 10"              | 2. | Lucien Pothier         | + 2h 59' 32"           |                        |
| 3.                 | Julien Lootens-Samson | + 10"              | 3. | Fernand Augereau       | + 4h 29' 24"           |                        |
| 4.                 | Jean Fisher           | + 1' 20"           | 4. | Rodolfo Muller         | + 4h 39' 30"           |                        |
| 5.                 | Lucien Pothier        | + 1' 30"           | 5. | Jean Fisher            | + 4h 58' 44"           |                        |

## Klasyfikacja końcowa
| lp  | Zawodnik            | Kraj                 | Sponsor      | Czas           |
| --- | ------------------- | -------------------- | ------------ | -------------- |
| 1.  | Maurice Garin       | Francja              | La Française | 94h 33' 14''   |
| 2.  | Lucien Pothier      | Francja              | La Française | + 2h 59' 31''  |
| 3.  | Fernand Augereau    | Francja              | La Française | + 4h 29' 24''  |
| 4.  | Rodolfo Muller      | Włochy               | La Française | + 4h 39' 30''  |
| 5.  | Jean Fischer        | Francja              | La Française | + 4h 58' 44''  |
| 6.  | Marcel Kerff        | Belgia               | —            | + 5h 52' 24''  |
| 7.  | Julien Lootens      | Belgia               | Brennabor    | + 9h 31' 08''  |
| 8.  | Georges Pasquier    | Francja              | La Française | + 10h 24' 04'' |
| 9.  | François Beaugendre | Francja              | —            | + 10h 52' 14'' |
| 10. | Aloïs Catteau       | Belgia               | La Française | + 12h 44' 57'' |
| 11. | Jean Dargassies     | Francja              | Gladiator    | + 13h 49' 10'' |
| 12. | Ferdinand Payan     | Francja              | Champeyrache | + 19h 09' 02'' |
| 13. | Julien Girbe        | Francja              | JC Cycles    | + 23h 16' 52'' |
| 14. | Isidore Lechartier  | Francja              | Gladiator    | + 24h 05' 13'' |
| 15. | Josef Fischer       | Cesarstwo Niemieckie | Diamant      | + 25h 14' 26'' |
| 16. | Alexandre Foureaux  | Francja              | —            | + 31h 50' 52'' |
| 17. | René Salais         | Francja              | —            | + 32h 34' 43'' |
| 18. | Emile Moulin        | Francja              | —            | + 49h 43' 14'' |
| 19. | Georges Borot       | Francja              | —            | + 51h 37' 38'' |
| 20. | Pierre Desvages     | Francja              | —            | + 62h 53' 54'' |
| 21. | Arsène Millocheau   | Francja              | —            | + 64h 57' 08'' |